# バンダル・タシッ・スラタン駅
バンダル・タシッ・スラタン駅（マレー語:Stesen Bandar Tasik Selatan）はマレーシアクアラルンプールバンダル・タシッ・スラタンにある、マレー鉄道（KTM）・ラピドKL・エクスプレス・レール・リンクの駅。

## 概要
マレー鉄道ウエスト・コースト線、ラピドKLスリ・プタリン線、KLIAトランジットの駅が集まっており、それぞれの駅舎が跨線橋で結ばれている。駅舎はバスターミナルであるベルセパドゥ・スラタン・ターミナル(TBSバスターミナル)と隣接しており、当駅と合わせて交通ターミナルとなっている。

## 歴史
- 1995年11月10日 - マレー鉄道の駅開業。KTMコミューター クアラルンプール - カジャン間運行開始。
- 1998年7月11日 - ラピドKLスリ・プタリン線の駅開業。（チャン・ソウ・リン - スリ・プタリン間開業による。）
- 2002年7月20日 - KLIAトランジットの駅開業。（KLセントラル - クアラルンプール国際空港間開業による。）

## 駅構造

### マレー鉄道
相対式ホーム2面2線もつ地上駅である。駅舎はラピドKLの線路を跨いで南東側にある。上下ホームとは構内の跨線橋で結ばれている。

#### のりば

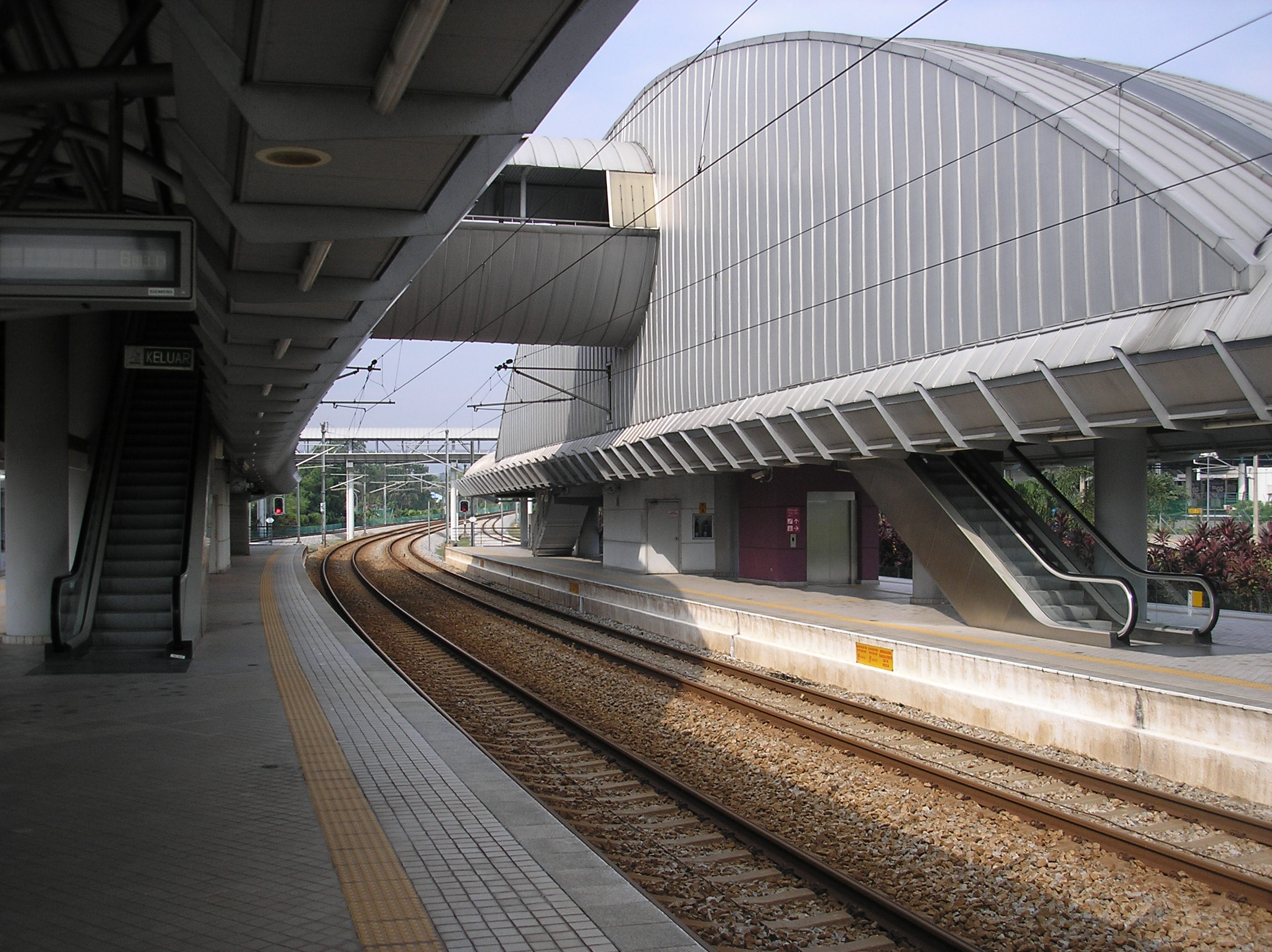
ERLプラットホーム

| 1 | ■ウエスト・コースト線 | スレンバン・タンピン・グマス方面                 |
| 1 | 1 スレンバン線        | スレンバン・タンピン方面                         |
| 2 | ■ウエスト・コースト線 | KLセントラル・バターワース・パダン・ブサール方面 |
| 2 | 1 スレンバン線        | KLセントラル・スントゥル・バトゥ・ケーブス方面   |

### ラビドKL
島式ホーム1面2線もつ地上駅である。駅舎は南東側にある。ホームとは構内の跨線橋で結ばれている。 
コンコース内にTouch 'n Goのチャージ専用機が設置されている。
| 1 | 4 スリ・プタリン線 | スリ・プタリン・プトラ・ヘイツ方面             |
| 2 | 4 スリ・プタリン線 | チャン・ソウ・リン・スントゥル・ティムール方面 |

### エクスプレス・レール・リンク
島式ホーム2面4線もつ地上駅である。駅舎は北西側にある。上下ホームとは構内の跨線橋で結ばれている。
KLIAエクスプレスは停車しない。

#### のりば
| 1・2 | 7 KLIAトランジット | KLセントラル方面 |
| 3・4 | 7 KLIAトランジット | KLIA・KLIA2方面  |

- ERLプラットホーム

## 駅周辺
- ベルセパドゥ・スラタン・ターミナル（マレー語版）(TBSバスターミナル)
- 連邦政府庁舎
- テナガ・ムダ自動車学校（Sekolah Memandu Tenaga Muda）
- V ホテル クアラルンプール
- バンダル・タシッ・スラタン中学校（マレー語版）
- DBKLデサ・タシクスポーツ総合施設

## 隣の駅
マレー鉄道
ウエスト・コースト線
KTM ETS
KLセントラル駅 - バンダル・タシッ・スラタン駅 - カジャン駅
1 スレンバン線
サラッ・スラタン駅 (KB03) - カジャン駅 (KB04) - スルダン駅 (KB05)
ラピドKL
4 スリ・プタリン線
バンダル・トゥン・ラザク駅 (SP14) - カジャン駅 (SP15) - スンガイ・ブシ (SP16)
エアポート・レール・リンク
7 KLIAトランジット
KLセントラル駅 (KT1) - バンダル・タシッ・スラタン駅 (KT2) - プトラジャヤ・サイバージャヤ駅 (KT3)